# Arpad Schmidhammer
Arpad Schmidhammer, přesněji Arpath Emil Schmidhammer (12. února 1857 Jáchymov – 13. května 1921 Mnichov), byl německý ilustrátor knih a karikaturista.

## Život
Narodil se 12. února 1857 jako syn uměleckého mistra Josef Schmidhammera a Caroliny rozené Lechner. O dva dny později byl pokřtěn jménem Arpath Emil. Jeho dědeček Jakob Schmidhammer byl učitelem v Hardenbergu.
Arpad Schmidhammer pracoval pro časopis Jugend jako jeden z jeho prvních ilustrátorů, dále pracoval v roce 1900 na antologii Stormova "Knechta Ruprechta" a pro Jugendland. Kromě četných příspěvků jako ilustrátor, byl rovněž úspěšným autorem knih pro děti. Mnoho ilustrovaných knih vydal u nakladatele Josefa Scholze v Mohuči, především v řadách Scholzových umělecko-obrázkových knih, uměleckých omalovánkách a umělecko-lidových knihách. Vícenásobná byla Schmidhammerova spolupráce pro vydavatelství "Ensslin & Laiblin" a sporadicky působil u řady dalších vydavatelů. Publikoval během první světové války propagandistické "válečné obrázkové knížky", ale vyznamenal se i jako ostrý politický, zejména antiklerikální karikaturista své doby. Spolu s Hansem Thomou navrhl Schmidhammer v roku 1896 kostýmy pro inscenaci opery Richarda Wágnera Prsten Nibelungův na hudební slavnosti v Bayreuthu.
V tomto článku byl použit překlad textu z článku Arpad Schmidhammer na německé Wikipedii.

## Ilustrovaná díla
- Otto Roquette: Waldmeisters Brautfahrt. Ein Rhein-, Wein- und Wandermärchen, Stuttgart 1897
- Knecht Ruprecht: Illustriertes Jahrbuch für Knaben und Mädchen. Herausgegeben von Ernst Brausewetter. Bd. 2: Köln 1900
- Zäpfel Kerns Abenteuer, 1906
- Gustav Falke und Arpad Schmidhammer: Drei Helden, Mainz 1911
- Klein Heini, 1912
- Lieb Vaterland magst ruhig sein! Ein Kriegsbilderbuch mit Knüttelversen, Mainz 1914
- Klein Heini II, 1915
- Hans und Pierre. Eine lustige Schützengrabengeschichte, Mainz 1916

## Galerie

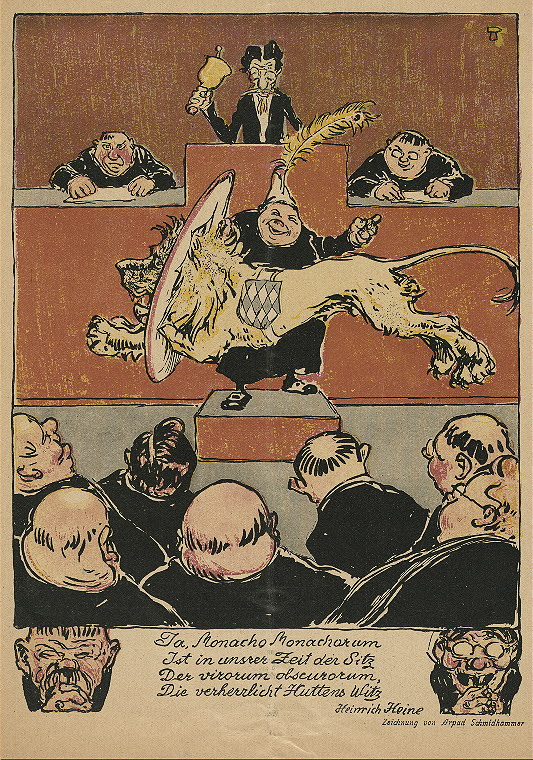
Arpad Schmidhammer - „Poem“ Karikatura na sloky básně Heinricha Heineho básně „Der Ex-Nachtwächter“ (1851)
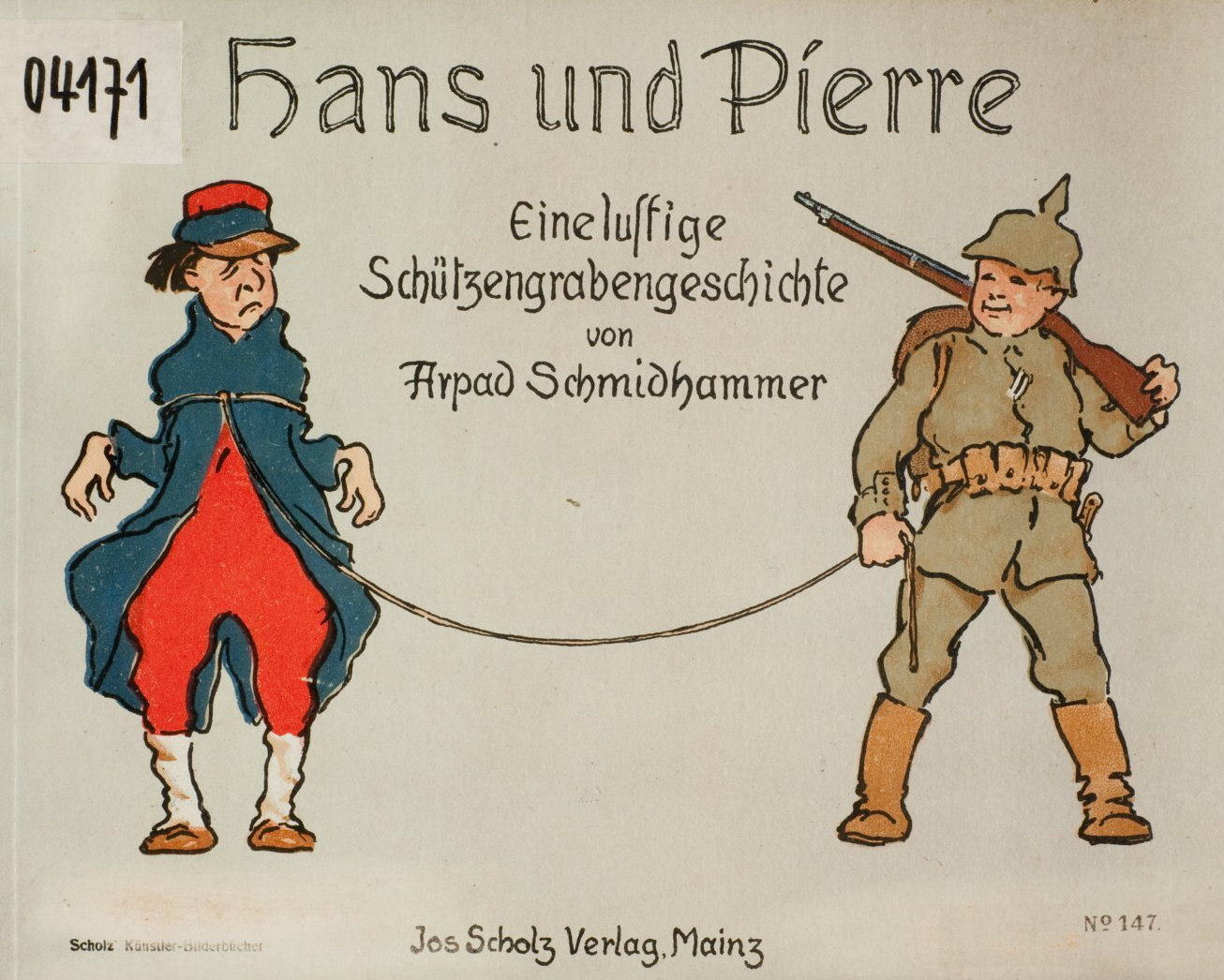
Arpad Schmidhammer - Hans und Pierre, Mainz (1916)
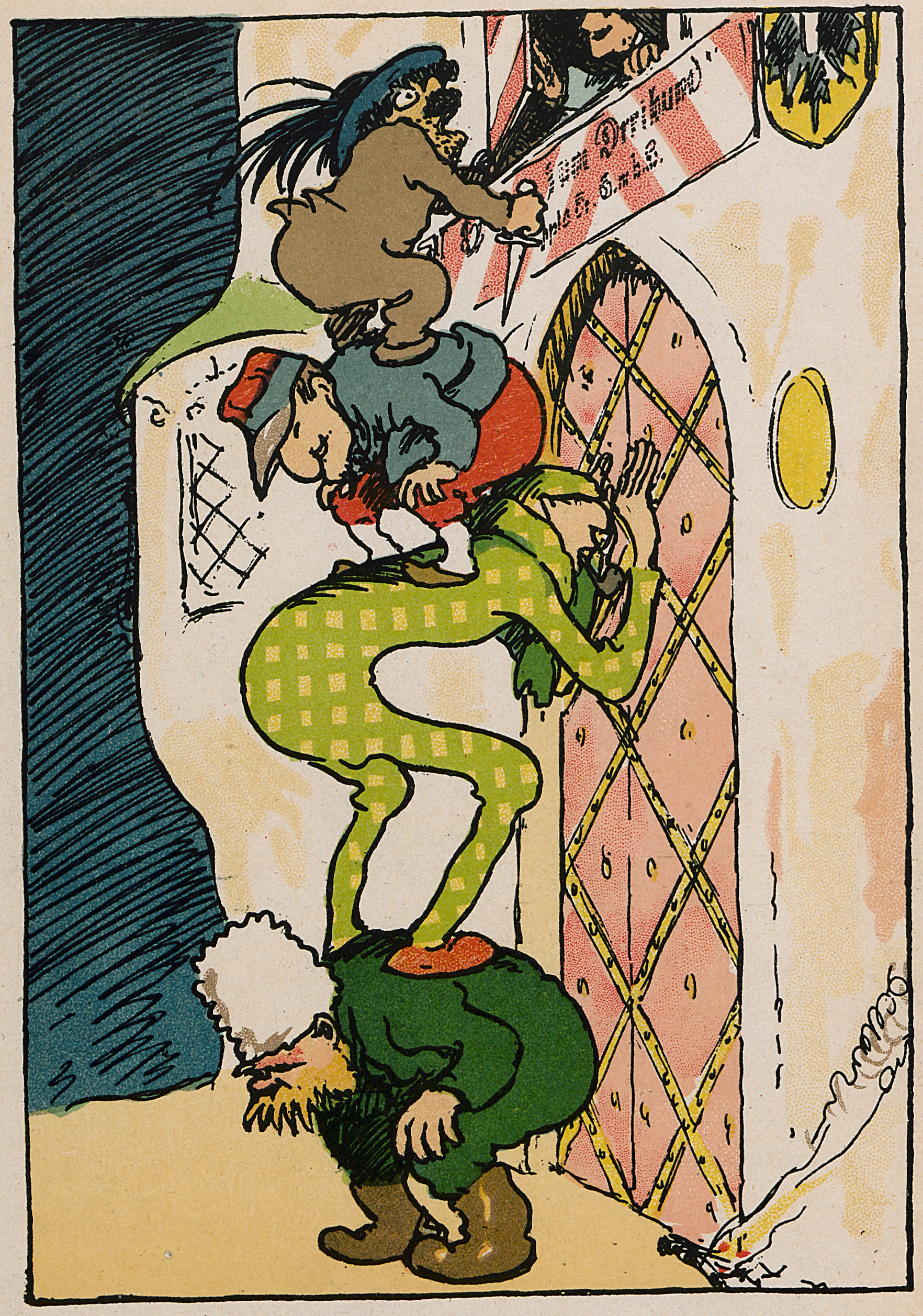
Arpad Schmidhammer - Maledetto Katzelmacker, Mainz (1916)
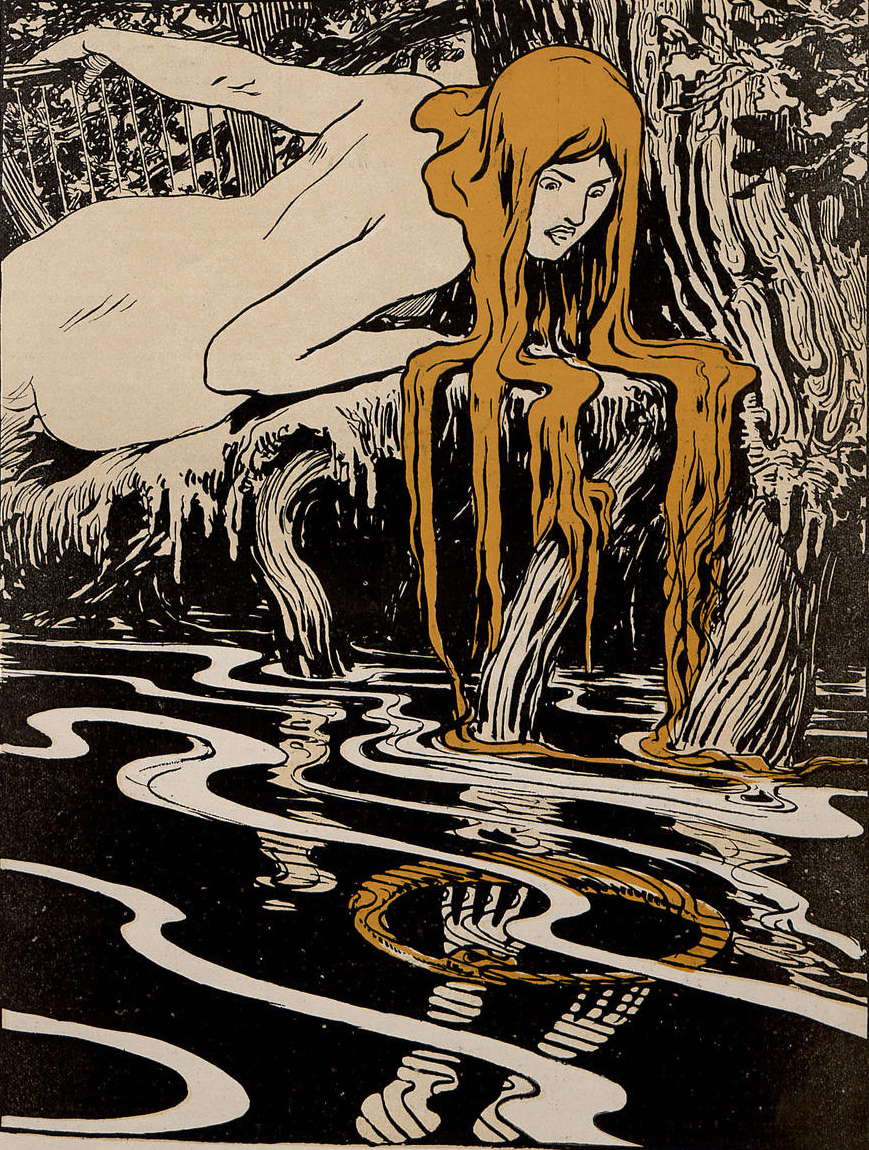
Arpad Schmidhammer - Meisters Muse (1897)
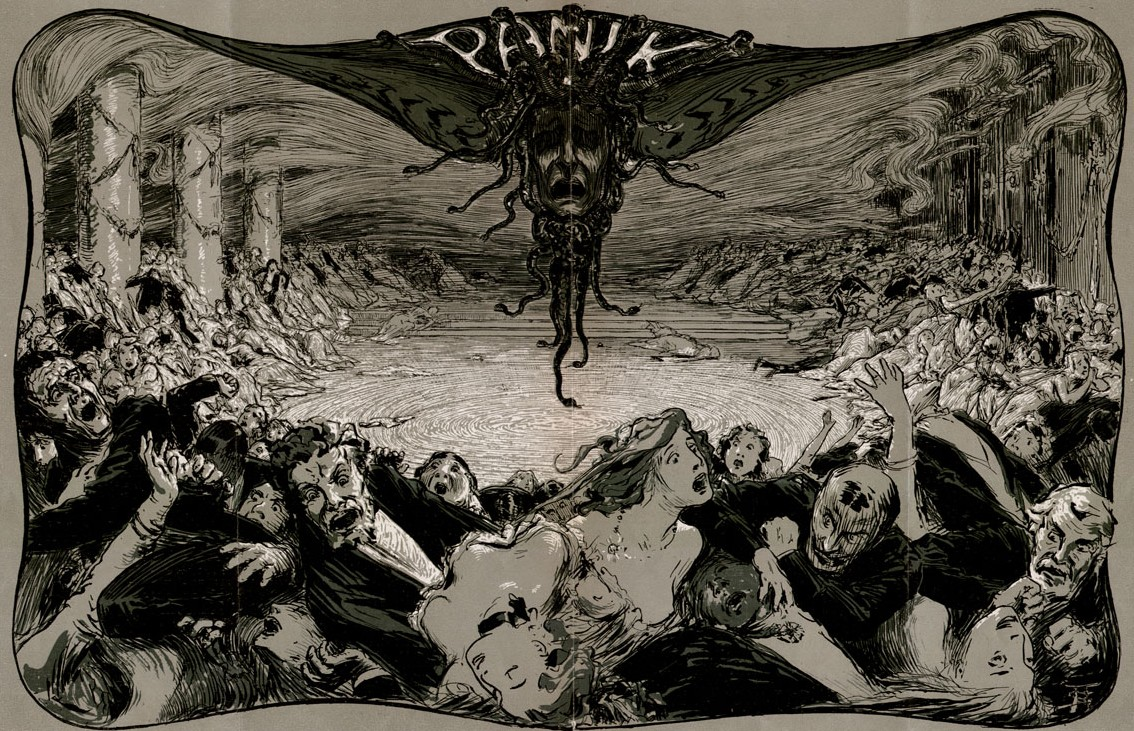
Arpad Schmidhammer - Panika, otištěno v časopisu Jugend
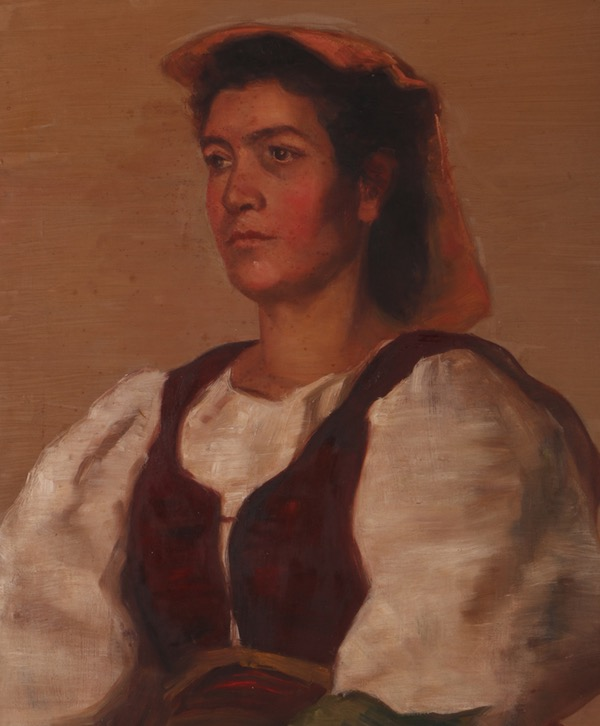
Arpad Schmidhammer - Žen a v kroji